# Rogier Blokland
Pour les articles homonymes, voir Blokland.
Rogier Philip Charles Eduard Blokland, né le 16 février 1971 à Dordrecht, est un linguiste néerlandais et professeur de langues finno-ougriennes à l’université d’Uppsala.

## Vie et recherche
Blokland a étudié à l’université de Groningue où il a passé son examen de master en 1997 et sa thèse de doctorat en 2005 avec Cornelius Hasselblatt. Après ses études, il était actif en tant que professeur d’université, professeur hôte et participait aux travaux scientifiques dans plusieurs universités, dont, entre autres, l’université de Tallinn, université de Tartu, l’université de Greifswald ainsi qu’à l’université Humboldt de Berlin.
De 2005 à 2006, Blokland a représenté le département d’études des langues finno-ougriennes (Cornelius Hasselblatt) à Groningue et le département d’études finno-ougriennes et ouraliennes de 2009 à 2010 à l’université de Hambourg. En 2011, il obtient le poste d’assistant scientifique au département d’études des langues finno-ougriennes (Elena Skribnik) à l’université Louis-et-Maximilien de Munich. En 2014, Rogier Blokland a succédé Lars-Gunnar Larsson à la direction du département d’études de langues finno-ougriennes à l’institut des langues modernes de l’université d’Uppsala.
Les thèmes centraux de la recherche de Blokland sont les langues fenniques, permiennes et sames. Il travaille plus particulièrement dans les domaines des contacts de langues et de la documentation des langues en danger et moins répandues.

## Ouvrages(Sélection)
Monographie
- 2009 The Russian loanwords in literary Estonian. Wiesbaden

Publications
- 2007 Language and Identity in the Finno-Ugric World. Maastricht (avec Cornelius Hasselblatt)
- 2002 Finno-Ugrians and Indo-Europeans: Linguistic and Literary Contacts. Maastricht (avec Cornelius Hasselblatt)

Articles
- 2012 Borrowed pronouns: evidence from Uralic. Finnisch-ugrische Mitteilungen 35: 1–35.
- 2011 Komi-Saami-Russian contacts on the Kola Peninsula. Language Contact in Times of Globalization, Cornelius Hasselblatt, Peter Houtzagers & Remco van Pareren (dir.). Amsterdam & New York. 5–26 (avec Michael Rießler)
- 2010 Vene mõju eesti keeles. Keele rajad. Pühendusteos professor Helle Metslangi 60. sünnipäevaks, Ilona Tragel (dir.). Tartu. 35–54 (avec Petar Kehayov)
- 2003 The endangered Uralic languages. Language Death and Language Maintenance. Theoretical, practical and descriptive approaches, Mark Janse & Sijmen Tol (dir.). Amsterdam. 107–141 (avec Cornelius Hasselblatt)
- 2002 Phonotactics and Estonian etymology. Finno-Ugrians and Indo-Europeans. Linguistic and Literary Contacts, Rogier Blokland & Cornelius Hasselblatt (dir.). Maastricht. 46–50.
- 2000 Allative, genitive and partitive. On the dative in Old Finnish. Congressus Nonus Internationalis Fenno-Ugristarum IV. Tartu. 421–431 (avec Nobufumi Inaba)